# Palača Karepić
Palača Karepić nalazi se u Splitu, na adresi Iza lože 10 (tj. na Narodnom trgu odnosno na Pjaci).

## Opis
Palača trogirske plemićke obitelji Karepić koja se krajem 13. ili početkom 14. stoljeća preselila u Split, nalazi se na sjeveroistočnom dijelu Narodnog trga – Pjace. U posjedu obitelji Karepić bila je još u 16. stoljeću, kada je nasljeđuje obitelj Gorizio. Palača i danas ima stambeno - poslovnu namjenu, s poslovnim prostorom u prizemlju. Ulaz u palaču je sa sjeverne strane na poljani Iza lože i na tom pročelju vidljive su vjerojatne gotičke pregradnje romaničke kuće (vrata srpastoga luka i četvrtasti prozorčić te gotički grb obitelji Karepić). Današnji reprezentativan izgled palača je dobila 1564. godine kada je kanonik i vikar Ivan Karepić, posljednji od vlasnika iz istoimene obitelji, daje proširiti i preoblikovati u renesansnom slogu. Zabilježeno je to i na natpisu, klesanom u klasičnoj kapitali, u podnožju grba na južnom pročelju. Palača Karepić istaknuti je primjer reprezentativne palače renesansnoga sloga u Splitu.

## Zaštita
Pod oznakom Z-5654 zavedena je kao nepokretno kulturno dobro - pojedinačno, pravna statusa zaštićena kulturnog dobra, klasificiranog kao profana graditeljska baština.

## Vanjske poveznice
|  | Zajednički poslužitelj ima još gradiva o temi Palača Karepić |